# فهرست امپراتوران دودمان جین
در این مقاله فهرستی از امپراتوران دودمان جین (۴۲۰–۲۶۵) آورده شده است:
| نام پسامرگ                | نام شخصی   | دوران      | نسبت خانوادگی                                                    |
| ------------------------- | ---------- | ---------- | ---------------------------------------------------------------- |
| دودمان جین غربی (۲۶۶-۳۱۶) |            |            |                                                                  |
| امپراتور وو جین           | سیما یان   | ۲۶۶ تا ۲۹۰ | بنیان‌نهای دودمان (پسر سیما ژائو)                                 |
| امپراتور هوی جین          | سیما ژونگ  | ۲۹۰ تا ۳۰۷ | پسر امپراتور وو                                                  |
| نداشت                     | سیما لون   | ۳۰۱        | عموی امپراتور وو (پسر سیما یی)                                   |
| امپراتور هوای جین         | سیما چی    | ۳۰۷ تا ۳۱۱ | پسر امپراتور وو                                                  |
| امپراتور مین جین          | سیما یه    | ۳۱۳ تا ۳۱۶ | نوه امپراتور وو (پسر سیما یان (با امپراتور وو اشتباه گرفته‌نشود)) |
| دودمان جین شرقی (۳۱۷-۴۲۰) |            |            |                                                                  |
| امپراتور یوان جین         | سیما روئی  | ۳۱۷ تا ۳۲۳ | پسرعموزاده امپراتور وو (پسر سیما جین)                            |
| امپراتور مینگ جین         | سیما شائو  | ۳۲۳ تا ۳۲۵ | پسر امپراتور یوان                                                |
| امپراتور چنگ جین          | سیما یان   | ۳۲۵ تا ۳۴۲ | پسر امپراتور مینگ                                                |
| امپراتور کانگ جین         | سیما یوئه  | ۳۴۲ تا ۳۴۴ | پسر امپراتور مینگ                                                |
| امپراتور مو جین           | سیما دان   | ۳۴۴ تا ۳۶۱ | پسر امپراتور کانگ                                                |
| امپراتور آی جین           | سیما پی    | ۳۶۱ تا ۳۶۵ | پسر امپراتور چنگ                                                 |
| امپراتور فی جین           | سیما یی    | ۳۶۵ تا ۳۷۲ | پسر امپراتور چنگ                                                 |
| امپراتور جیانون جین       | سیما یو    | ۳۷۲        | پسر امپراتور یوان                                                |
| امپراتور شیائووو جین      | سیما یائو  | ۳۷۲ تا ۳۹۶ | پسر امپراتور جیانون                                              |
| امپراتور آن جین           | سیما دزونگ | ۳۹۶ تا ۴۱۹ | پسر امپراتور شیائووو                                             |
| امپراتور گونگ جین         | سیما دون   | ۴۱۹ تا ۴۲۰ | پسر امپراتور شیائووو                                             |